# 태국 태양력

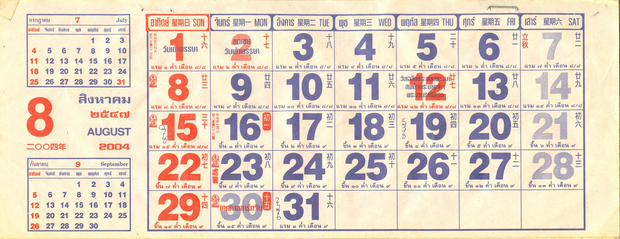
태국 태양력이 표기된 2004년(불멸기원 2547년) 8월 달력

태국 태양력(태국어: ปฏิทินสุริยคติ 빠띠틴 수리야카띠[*])은 1888년에 시암의 쭐랄롱꼰(라마 5세) 국왕이 채택한 태국의 법정 역법이다. 그레고리력을 태국 양식에 맞게 수정한 태양력으로서 태국 태음력을 대체하였다. 태국 태음력은 태국에서 계속 사용되고 있지만 전통적인 행사, 종교적인 행사에서 주로 사용된다. 태국의 불멸기원(태국어: พุทธศักราช 풋타삭까랏[*], พ.ศ., B.E.)은 서력기원에 543년을 더한 값이다.

## 연도
시암은 일반적으로 "신성한" 역법, "대중적인" 역법이라는 2개의 역법을 사용했다. "저속한 역법" 또는 "소소한 역법"이라는 뜻을 가진 출라 사까랏(태국어: จุลศักราช)은 시암에서 석가모니 숭배가 처음 소개되면서 제정된 것으로 추정되는데 전통적인 버마력(준말로는 ME 또는 BE라고 표기하는데 후자는 '신성한 달력'이라고 부르는 불멸기원과 혼동될 수 있기 때문에 사용하지 않는다.)에 해당된다.

### 라타나코신력
쭐랄롱꼰 국왕은 서력기원 1889년에 "저속한 역법"라고 부르는 역법을 계산하는 방식을 "라타나코신력"(태국어: รัตนโกสินทรศก, 준말: ร.ศ., R. S.)으로 변경하는 내용을 담은 칙령을 발표했다. 이 역법은 라타나코신 왕국의 풋타엿파쭐라록(라마 1세) 국왕이 짜끄리 왕조의 수립을 선언하고 방콕을 시암의 수도로 정한 1782년 4월 6일을 기원으로 한다. 라타나코신력의 연도를 서력기원으로 변환하려면 4월 6일부터 12월 31일까지의 날짜에 1781년을 더하고 1월 1일부터 4월 5일까지의 날짜에 1782년을 더하면 된다.

### 불멸기원
태국에서 "신성한 역법" 또는 "불멸기원"이라고 부르는 역법은 석가모니가 입적한 기원전 543년 3월 11일을 기원 0년으로 계산하는 역법이다. 와치라웃(라마 6세) 국왕은 불멸기원 계산 방식을 변경하면서 불멸기원 2455년에 해당하는 서력기원 1912년이 시작되는 날을 4월 1일로 정했다. 더 이상 저속한 역법이나 대중적인 역법에 대한 언급이 없었기 때문에 서력기원이 전자를 대신한 것으로 추정된다.

### 새해
달력의 연도 수가 증가하는 새해는 원래 송끄란을 계산하는 날짜와 일치했는데 이 날짜는 태양이 황도대의 1번째 별자리인 양자리를 통과할 때에 항성황도대를 통과했던 1822년 4월 11일에 시작되었다. 와치라웃 국왕이 불멸기원 2455년에 해당하는 서력기원 1912년이 시작되는 날을 4월 1일로 정했기 때문에 라타나코신력 130년은 1911년 4월 11일부터 1912년 3월 31일까지 356일 동안만 지속되었다.
1940년 9월 6일에는 쁠랙 피분송크람 총리가 1941년 1월 1일을 불멸기원 2484년이 시작되는 날로 정했다. 이로서 불멸기원 2484년에 해당하는 1940년은 4월 1일부터 12월 31일까지 9개월 동안만 존재하게 되었다. 1월 1일부터 3월 31일까지의 날짜를 다른 역법으로 변환하기 위해서는 다음과 같이 542년을 더하거나 빼면 된다. 그렇지 않으면 543년을 더하거나 빼면 된다.
| 달              | 1월 ~ 3월   | 4월 ~ 6월 | 7월 ~ 9월 | 10월 ~ 12월 | 1월 ~ 3월   | 4월 ~ 6월 | 7월 ~ 9월 | 10월 ~ 12월 | 1월 ~ 3월 | 4월 ~ 6월 | 7월 ~ 9월 | 10월 ~ 12월 | 1월 ~ 3월 | 4월 ~ 6월 | 7월 ~ 9월 | 10월 ~ 12월 |
| 서력기원        | 1939년      | 1939년    | 1939년    | 1939년      | 1940년      | 1940년    | 1940년    | 1940년      | 1941년    | 1941년    | 1941년    | 1941년      | 1942년    | 1942년    | 1942년    | 1942년      |
| 불멸기원        | 2481년      | 2482년    | 2482년    | 2482년      | 2482년      | 2483년    | 2483년    | 2483년      | 2484년    | 2484년    | 2484년    | 2484년      | 2485년    | 2485년    | 2485년    | 2485년      |
| 태국력에서의 달 | 10월 ~ 12월 | 1월 ~ 3월 | 4월 ~ 6월 | 7월 ~ 9월   | 10월 ~ 12월 | 1월 ~ 3월 | 4월 ~ 6월 | 7월 ~ 9월   | 1월 ~ 3월 | 4월 ~ 6월 | 7월 ~ 9월 | 10월 ~ 12월 | 1월 ~ 3월 | 4월 ~ 6월 | 7월 ~ 9월 | 10월 ~ 12월 |

오늘날 서력기원에서의 새해 첫 날(1월 1일)과 태국 전통의 설날인 송끄란(태국어: สงกรานต์) 기념일(13일 ~ 15일)은 모두 태국의 공휴일이다. 태국 태음력에서 띠의 변화는 송크란(현재는 4월 13일로 고정됨)에서 일어난다. 태국의 화교(중국계) 공동체에서는 중국력의 천간과 지지의 변환에 따라 춘절이 시작되는 날을 정한다.

## 달
태국어의 달 이름은 힌두 점성술에서 황도대에 위치한 별자리 이름에서 따온 것이다. 30일까지 있는 달(4월, 6월, 9월, 11월)은 '-아욘'(-ายน)으로 끝나는데 이는 산스크리트어에서 "도착하다"라는 뜻을 가진 '아야나'(āyana)에서 유래된 이름이다. 31일까지 있는 달(1월, 3월, 5월, 7월, 8월, 10월, 12월)은 '아콤'(-าคม)으로 끝나는데 이는 산스크리트어에서 "오다"라는 뜻을 가진 '아가마'(āgama)에서 유래된 이름이다.
2월의 경우에는 '-판'(-พันธ์)으로 끝나는데 이는 산스크리트어에서 "속박되다", "묶이다"라는 뜻을 가진 '반다'(bandha)에서 유래된 이름이다. 또한 윤년에 해당하는 2월의 경우에는 '아티까수라띤'(태국어: อธิกสุรทิน)이라고 부르는데 이는 산스크리트어에서 "더하다"라는 뜻을 가진 '아디카'(adhika), "움직이다"라는 뜻을 가진 '수라'(sura)에서 유래된 이름이다.
| 달   | 태국어 이름 | 태국어 준말 | 태국어 발음                     | 산스크리트어 단어            | 점성술의 별자리     |
| ---- | ----------- | ----------- | ------------------------------- | ---------------------------- | ------------------- |
| 1월  | มกราคม      | ม.ค.        | 마카라콤 (mákàraa-khom)         | 마카라 (makara, "바다 괴물") | 마갈궁 (염소자리)   |
| 2월  | กุมภาพันธ์     | ก.พ.        | 쿰파판 (kumphaa-phan)           | 쿰바 (kumbha, "물병")        | 보병궁 (물병자리)   |
| 3월  | มีนาคม       | มี.ค.        | 미나콤 (miinaa-khom)            | 미나 (mīna, "물고기")        | 쌍어궁 (물고기자리) |
| 4월  | เมษายน      | เม.ย.       | 메사욘 (meesaǎ-yon)             | 메사 (meṣa, "양")            | 백양궁 (양자리)     |
| 5월  | พฤษภาคม     | พ.ค.        | 프릇사파콤 (phrɯ́tsaphaa-khom)   | 브르사바 (vṛṣabha, "황소")   | 금우궁 (황소자리)   |
| 6월  | มิถุนายน      | มิ.ย.        | 미투나욘 (míthùnaa-yon)         | 미투나 (mithuna, "쌍둥이")   | 쌍아궁 (쌍둥이자리) |
| 7월  | กรกฎาคม     | ก.ค.        | 까라까다콤 (kàrákàdaa-khom)     | 카르카타 (karkaṭa, "게")     | 거해궁 (게자리)     |
| 8월  | สิงหาคม      | ส.ค.        | 싱하콤 (sǐnghǎa-khom)           | 신하 (sinha, "사자")         | 사자궁 (사자자리)   |
| 9월  | กันยายน      | ก.ย.        | 깐야욘 (kanyaa-yon)             | 카니아 (kanyā, "소녀")       | 처녀궁 (처녀자리)   |
| 10월 | ตุลาคม       | ต.ค.        | 뚤라콤 (tùlaa-khom)             | 툴라 (tulā, "천칭")          | 천칭궁 (천칭자리)   |
| 11월 | พฤศจิกายน    | พ.ย.        | 프릇사치까욘 (phrɯ́tsacìkaa-yon) | 브르스치카 (vṛścika, "전갈") | 천갈궁 (전갈자리)   |
| 12월 | ธันวาคม      | ธ.ค.        | 탄와콤 (thanwaa-khom)           | 다누 (dhanu, "활")           | 인마궁 (궁수자리)   |

## 같이 보기
- 불멸기원
- 태국 태음력
- 태국력
- 태국의 공휴일

## 참고 문헌
- Eade, John Christopher. 1995. The Calendrical Systems of Mainland South-East Asia. Handbuch der Orientalistik: Dritte Abteilung, Südostasien 9. Leiden and New York: E. J. Brill. ISBN 90-04-10437-2
- na Nakorn, Bleung (comp.). [1971]. นายเปลื้อง ณ นคร ผู้รวบรวม ปทานุกรมนักเรียน ไทยวัฒนาพานิช กทม. Student's Handbook. Bangkok: Thai Wattana Panit, 2514.
- Sethaputra, So. 1999. New Model English – Thai Dictionary. [Krung Thep Maha Nakhon?: Thai Watthana Phanit?]. ISBN 974-08-3253-9
- Thai calendar for August 2004.
- Web dictionary Thai-English English-Thai